# Мітрінер
Мітріне́р (рос. Митринер, марій. Митрэҥер) — присілок у складі Сернурського району Марій Ел, Росія. Входить до складу Казанського сільського поселення.

## Населення
Населення — 6 осіб (2010; 4 у 2002).
Національний склад (станом на 2002 рік):
- марі — 100 %